# Джордж Кързън
Джордж Натаниъл Кързън (на английски: George Nathaniel Curzon; роден в село Кедлъстън на 11 януари 1859, починал на 20 март 1925 в Лондон) е английски лорд, вицекрал на Индия от 1899 до 1905 г. и министър на външните работи на Великобритания от 1919 до 1924 г., който по време на Полско-съветската война се намесва с ултиматум на правителството на Великобритания да се спрат военните действия. При подписване на мирния договор полско-съветската граница е изместена на 200 км източно от установената на Парижката мирна конференция линия, известна като Линията Кързън.